# Club Deportivo Universidad de Concepción (baloncesto)
Este artículo es sobre el equipo de básquetbol administrado por la Corporación Club Deportivo Universidad de Concepción.
El Club Deportivo Universidad de Concepción es un equipo de básquetbol chileno de la ciudad de Concepción, Región del Biobío. Es una rama de la Corporación Club Deportivo Universidad de Concepción.
Fue uno de los fundadores de la División Mayor del Básquetbol de Chile (Dimayor) en 1979, competición en la que participó hasta 2009 y en donde se consagró campeón en cuatro oportunidades.
El 29 de diciembre de 2009, junto a otros tres clubes, la Universidad de Concepción decidió retirarse de la Dimayor en protesta por el manejo administrativo de esta.
Tras participar en la Liga Nacional Superior de la Federación de Básquetbol de Chile en la temporada 2010, una serie de conflictos con la dirigencia encabezada por Miguel Herrera motivaron el regreso del club a la Dimayor el 1 de septiembre de 2011. Sin embargo, y desde la desaparición de esta competición en 2013, participa en la Liga Nacional del Básquetbol, máxima competición profesional de este deporte en la actualidad.

## Historia
El club deportivo fue fundado como tal el 8 de agosto de 1994, junto con la creación de la Corporación Club Deportivo Universidad de Concepción, aunque ya participaba décadas antes en la liga de básquetbol chilena bajo la administración directa de la Casa de Estudios.
Fue una de las ocho instituciones gestoras, que conjuntamente con Sportiva Italiana, Deportivo Esperanza de Valparaíso, Unión Española, FAMAE, Thomas Bata de Santiago, Deportivo Español de Talca y Club Naval de Talcahuano, dieron vida en 1979 a la Dimayor, competición a la que se ausentó solamente una vez durante la temporada de 1981. 

### Los primeros títulos de la Dimayor (1994-1998)
En 1994 el equipo del Campanil jugó su primera final histórica en la competición y en la cual fue derrotado por la Universidad de Temuco por 2-4. Sin embargo, en 1995 tuvo lugar a una revancha en donde el Campanil logró imponerse por el mismo marcador 4-2 a la Universidad de Temuco, y logrando así su primer título Dimayor. De esta manera, los universitarios penquistas dieron su primera vuelta olímpica en el Gimnasio La Salle de Temuco.
Dos años más tarde, en 1996, la Universidad de Concepción alcanza las seminales de la Dimayor, instancia en donde cae derrotada por Deportivo Petrox en una serie definida por 2-3.
No obstante, en los años 1997 y 1998 la institución nuevamente alcanza la cumbre deportiva al coronarse bicampeón de la competición, derrotando consecutivamente a Colo Colo (4-1) y Provincial Llanquihue (4-0). Destacaron en la consecución de estos primeros tres campeonatos de la Dimayor el pívot Roland Fritsch, el base Marcelo "Popeye" Ruiz, el pívot Patricio Briones, el base Rodrigo Rozas y el alero Ricardo Funke.
Más tarde, en los años 1999 y 2000, los universitarios penquistas no podrían repetir la consecución de títulos al caer en ambas finales frente a Provincial Osorno.

### Último campeón de la Dimayor (2012)
Luego de 14 años y al finalizar el desarrollo de la temporada Dimayor 2012, último torneo celebrado de esta competición, la Universidad de Concepción se consagra campeón ganándole a Liceo Mixto en Los Andes por un global de 3 a 2, y obteniendo así su cuarto título nacional.

### Campeón de la Libcentro y de la Copa Chile en 2014
En el año 2014 la Universidad de Concepción se coronó campeón de la Libcentro (liga que se disputa el primer semestre de cada año entre clubes de las regiones de Valparaíso, Metropolitana, O'Higgins, Maule y Biobío) frente a Boston College y logrando así la clasificación a la Copa Chile de Básquetbol, competición que enfrenta a los equipos campeones de la Libcentro y de la Liga SAESA desde el año 2011. Fue así como en la edición 2014 de esta copa se enfrentó en la final al Español de Osorno, resultando campeón el cuadro del Campanil por una aplastante victoria de 101-86 sobre el equipo osornino.

### Organización de la Liga Nacional de Básquetbol y el subcampeonato de 2016
Por otro lado, y como respuesta al descontento con el manejo administrativo y financiero de la Dimayor durante los años previos, en el año 2010 se da lugar a la organización e inauguración de la Liga Nacional de Básquetbol. La iniciativa provino inicialmente de los clubes Universidad Católica, Español de Talca, Universidad de Concepción y Liceo Mixto, quienes en diciembre de 2009 decidieron retirarse del antiguo torneo, aunque no obstante, hubiera un período de transición en que los mismos cuatro clubes retornaron a la Dimayor, disconformes también con el manejo administrativo de la Liga Nacional por parte de Miguel Herrera, presidente de entonces. No obstante, al final de este período de caos, se procedió finalmente a la renovación de la administración con la Liga Nacional, ya definitiva en 2012, y a la desaparición definitiva de la Dimayor.
Más adelante, en la Temporada 2015-16 la Universidad de Concepción alcanzaría su primera final en la nueva competición, cayendo ante Club Deportivo Valdivia en una serie definida por 4-2.

### Campeón de la Libcentro 2019
El 30 de julio de 2019, bajo la dirección técnica de Cipriano Núñez (campeón de la Dimayor con el equipo en 1997 y 1998) y el buen desempeño de los jugadores Diego Silva y Carlos Lauler, la Universidad de Concepción obtuvo su tercer título de la Libcentro tras vencer en la final del Top 4 a Sportiva Italiana por un marcador de 62-58.

## Pabellón
- Casa del Deporte (1979-presente), Universidad de Concepción, Concepción.

## Datos del club
- Temporadas en Liga Nacional de Basquetbol: 12.
- Temporadas en Dimayor: 32.
- Participaciones internacionales:
  - Sudamericano de Clubes Campeones (3): 1995, 1996, 1999.
  - Liga Sudamericana (8): 1996, 1997, 2000, 2001, 2007, 2009, 2013, 2016.
  - Liga de las Américas (2): 2001 y 2008.
  - Basketball Champions League Americas (3): 2021, 2022 y 2023.

## Palmarés

### Torneos nacionales
- Dimayor / Liga Nacional (8): 1995, 1997, 1998, 2012, 2021, 2022, 2023 y 2025
  -  Subcampeón de la Dimayor (6): 1994, 1999, 2000, 2005, 2007 y 2011-12.
  -  Subcampeón de la Liga Nacional (1): 2015-16.

- Campeón de la Conferencia Centro de la Liga Nacional (1): 2019-21.
  -  Subcampeón de la Conferencia Centro de la Liga Nacional (1): 2017-18.

- Campeón de Copa Chile (3): 2014, 2022-23 y 2023.
  -  Subcampeón de Copa Chile (2): 2021, 2021-22.

- Campeón de Supercopa de Chile (3): 2021, 2022, 2023.
  -  Subcampeón de Supercopa de Chile (1): 2024

- Campeón de Libcentro (4): 2007, 2014 , 2019 y 2021.
  -  Subcampeón de Libcentro (2): 2006, 2016.

- Súper 4 Dimayor (2): 2008 y 2009.

### Torneos internacionales oficiales
- Tercero Campeonato Sudamericano de Clubes Campeones (1): 1996

### Torneos internacionales amistosos
- Torneo Encestando una Sonrisa (2): 2011 y 2012.

## Cronología palmarés
| AÑO      | TORNEO                        |
| -------- | ----------------------------- |
| 1995     | Dimayor (1)                   |
| 1997     | Dimayor (2)                   |
| 1998     | Dimayor (3)                   |
| 2007     | Libcentro (1)                 |
| 2008     | Super 4 Dimayor (1)           |
| 2009     | Super 4 Dimayor (2)           |
| 2012     | Dimayor (4)                   |
| 2014     | Libcentro (2)                 |
| 2014     | Copa Chile (1)                |
| 2019     | Libcentro (3)                 |
| 2019-21. | Cof. Centro Liga Nacional (1) |
| 2021     | Super Copa (1)                |
| 2021     | Libcentro (4)                 |
| 2021     | Liga Nacional (1) (5)         |
| 2022     | Liga Nacional (2) (6)         |
| 2022     | Super Copa (2)                |
| 2022-23  | Copa Chile (2)                |
| 2023     | Liga Nacional (3) (7)         |
| 2023     | Copa Chile (3)                |
| 2023     | Super Copa (3)                |
| 2025     | Liga Nacional (4) (8)         |